# David Defiagbon
David Defiagbon, född den 12 juni 1970 i Sapele, Nigeria, död 24 november 2018, var en kanadensisk boxare som tog OS-silver i tungviktsboxning 1996 i Atlanta och i Barcelona fyra år tidigare  slogs han ut i första omgången. Han kallades "The dream" (svenska: Drömmen).